# تپه زیر تنگ علی‌آباد بید سرخ
تپه زیر تنگ علی‌آباد بید سرخ مربوط به دوران پیش از تاریخ ایران باستان تا دوران‌های تاریخی پس از اسلام است و در شهرستان صحنه، بخش مرکزی، روستای علی‌آباد واقع شده و این اثر در تاریخ ۳۰ تیر ۱۳۸۴ با شمارهٔ ثبت ۱۲۱۹۰ به‌عنوان یکی از آثار ملی ایران به ثبت رسیده است.